# L-3-cijanoalaninska sintaza
L-3-cijanoalaninska sintaza (EC 4.4.1.9, beta-cijanoalaninska sintaza, beta-cijanoalaninska sintetaza, beta-cijano-L-alaninaka sintaza, L-cistein hidrogen-sulfid-lijaza (dodaje HCN)) je enzim sa sistematskim imenom L-cistein vodonik-sulfid-lijaza (dodaje vodonik cijanid, formira L-3-cijanoalanin). Ovaj enzim katalizuje sledeću hemijsku reakciju
-cistein + Cijanovodonična kiselina {\displaystyle \rightleftharpoons } -3-cijanoalanin + vodonik sulfid
Ovaj enzim sadrži piridoksal fosfat.

## Literatura
- Nicholas C. Price; Lewis Stevens (1999). Fundamentals of Enzymology: The Cell and Molecular Biology of Catalytic Proteins (Third изд.). USA: Oxford University Press. ISBN 019850229X.
- Eric J. Toone (2006). Advances in Enzymology and Related Areas of Molecular Biology, Protein Evolution (Volume 75 изд.). Wiley-Interscience. ISBN 0471205036.
- Branden C; Tooze J. Introduction to Protein Structure. New York, NY: Garland Publishing. ISBN 0-8153-2305-0.
- Irwin H. Segel. Enzyme Kinetics: Behavior and Analysis of Rapid Equilibrium and Steady-State Enzyme Systems (Book 44 изд.). Wiley Classics Library. ISBN 0471303097.

## Spoljašnje veze
- L-3-cyanoalanine+synthase на 